# 미국 색부호 전쟁 계획
미국 색부호 전쟁 계획(美國 色符號 戰爭計劃, 영어: United States color-coded war plans)은 1920년대에서 1930년대 사이 미군 육해군 합동위원회에서 만든 색부호 가상 전쟁 계획이다. 미국 공동계획위원회(나중에 미국 합동참모본부로 개칭)이 개발한 계획은 다수의 적을 상대로 두 바다에 전쟁 위협이 커진 1939년 5개 레인보우 계획을 취소시켰다.

## 색깔
미국 전쟁 계획에서 이용한 색깔은 육군과 해군이 계획에 있어서 서로 같은 기호를 이용하기 위해 시작되었다. 1904년 말, 합동위원회는 색상, 기호, 국가를 나타내는 약어에 대한 시스템을 만들었다. 많은 전쟁 계획이 대상 국가와 관련된 색으로 정해진 것으로 알려져 있었으며, 이는 제2차 세계 대전 이후 규칙화되었다. 색상 사용 규칙이 정착화되면서, 일부 색깔은 이탈리아를 나타낸 색이었지만 결국 아소르스 제도 점령 작전에 쓰이게 된 회색과 같이 다른 곳에 이용하게 된 색깔도 있다.
모든 전쟁 계획에서, 미국은 스스로를 파랑으로 나타냈다.
가장 실행하도록 고려된 계획으로는 일본 제국과 단독으로 전쟁하는 비상 계획인 주황 전쟁 계획으로, 1919년 비공식적으로 세워졌고 1924년 공개되었다. 주황 전쟁 계획은 제2차 세계 대전 당시 중국 본토에 대한 거대한 경제 봉쇄, 하와이의 일본계 미국인에 대한 억류 계획 등을 포함하여 실제 일부 전역에서 수행되었다.
빨강 전쟁 계획은 대영 제국 및 캐나다를 공격하는 작전이었다. 대영제국의 지역은 빨강 계열의 다양한 색상을 통해 구분했다. 예를 들어, 빨강은 영국, 캐나다는 크림슨, 인도는 루비색, 오스트레일리아는 주홍색, 뉴질랜드는 석류색으로 나타냈다. 대영 제국 내의 자치령 상태였던 아일랜드는 에메랄드 색으로 나타냈다. 이 계획은 1930년대 말까지 갱신되었으며 1974년 기밀이 해제되자 미국-캐나다 관계에 자극을 주었다.
검정 전쟁 계획은 독일을 공격하는 계획이었다. 검정 전쟁 계획에서 가장 잘 알려진 버전은 제1차 세계 대전 시기 프랑스가 함락되고 독일이 카리브해의 프랑스 영토를 획득하거나 동부 해안을 공격할 때 시행될 비상 계획으로 설정되었다.

## 고려 사항
많은 전쟁 계획들은 1920년대의 국제 관계에서는 실행 여부가 극히 희박했고, 다른 민족국가의 군사 계획으로써만 존재했다. 종종, 하급 장교들이 각각의 계획들을 유지하기 위해 갱신하면서 훈련하고 바쁜 상태에 있었다. 이 상황은 특히 캐나다를 침공하는 크림슨 전쟁 계획에 해당되었다. 전쟁 계획 중 일부는 혼란의 결과로 인해 시간이 지남에 따라서 수정되었다.
흥미롭게도, 미국이 1차대전으로 인해 최근까지 독일과 전쟁하였고, 휴전한 지 20년만에 다시 전쟁하게 되지만 미국 육군이 독일과 전쟁하게 되는 계획을 세우게 되자 강력한 국내적 압력으로 인해 계획이 중지되었다. 고립주의자들은 유럽의 미래 분쟁에 대해 어떠한 대가를 바라고 참전하는 것에 반대했다. 이는 육군에게 계획 훈련에 대해 더 많은 추측성 계획에 초점을 맞추게 된다.

## 색깔 계획 목록
공공 정보 사이트, 글로벌 보안에 따르면, 다음과 같은 계획이 존재했었다.
검정 전쟁 계획
독일과의 전쟁 계획이다. 검정 전쟁 계획에서 가장 잘 알려진 버전은 제1차 세계 대전 시기 프랑스가 함락되고 독일이 카리브해의 프랑스 영토를 획득하거나 동부 해안을 공격할 때 시행될 비상 계획으로 설정되었다.
회색 전쟁 계획
회색 전쟁 계획으로 이름붙여진 계획은 2개가 있다. 하나는 중앙아메리카와 카리브해에 대한 계획이고, 나머지 하나는 포르투갈의 아소르스 제도를 침공하는 계획이다.
갈색 전쟁 계획
필리핀에서 봉기가 일어날 때에 관한 계획이다.
황갈색 전쟁 계획
쿠바에 대해 개입하는 계획이다.
빨강 전쟁 계획
대영 제국에 관한 계획이다. 세부 계획으로 영국의 자치령들에 대한 계획인 크림슨, 주홍색, 루비색, 석류색, 에메랄드색 계획이 있다.
주황 전쟁 계획
일본에 대한 전쟁 계획이다.
빨강-주황 전쟁 계획
미국(파랑)이 영국(빨강)과 일본(주황)과 동시에 두 전선에서 전면전을 하게 될 경우에 대한 계획이다. 이 분석에서 궁극적으로 미국은 두 개 전선에서 전면전을 할 수 있는 자원이 없는 것으로 고려되었으며, 대서양과 같이 한 전선에 초점을 맞추는 것이 더욱 의미있는 것으로 간주되었다. 결국 이 분석을 통해 독 메모 계획이 만들어졌다.
노랑 전쟁 계획
중국에 대한 계획이다. 특히, 중일전쟁 기간 동안 베이징 방어 및 상하이의 구호에 관해 중점적으로 다루었다.
금색 전쟁 계획
프랑스 및 프랑스의 카리브 해 제도에 대한 계획이다.
초록 전쟁 계획
멕시코를 침공하거나, 멕시코 국내 개입을 통해 반란군을 격파하고 친미 정부를 세우는 계획이다. 초록 전쟁 계획은 1946년 공식적으로 폐기되었다.
남색 전쟁 계획
아이슬랜드를 침공, 점령하는 계획이다. 1941년 덴마크가 독일에게 점령당하면서 대서양 전투에서 영국의 부담을 줄이기 위해 실제로 실행했다.
자주색 전쟁 계획
남아메리카의 공화국들을 침공하는 계획이다.
보라색 전쟁 계획
라틴아메리카에 대한 계획이다.
하양 전쟁 계획
미국의 국내 반란이 일어났을 때에 관한 계획으로, 이후 가든 플롯 계획으로 발전하여 시민 소요 및 평화 시위에 대한 미국의 군사 계획이 되었다. 하양 전쟁 계획의 일부는 1932년 보너스 아미 사건 당시 실행되었다. 공산주의 반란군들은 하양 전쟁 계획을 실행할 시 가장 위협 가능성이 높은 대상으로 평가되었다.
파랑 전쟁 계획
평화 시기에 미국이 수행할 방어 및 준비 계획이다.

## 추가 자료
- Morton, Louis (2000 (reissue from 1960)). 〈Germany First : The basic Concept of Allied Strategy in World War II〉.   Kent Roberts Greenfield. 《Command Decisions》. United States Army Center of Military History. CMH Pub 70-7. 2007년 12월 30일에 원본 문서에서 보존된 문서. 2014년 7월 4일에 확인함.